# Себер, Ипполит
Ипполи́т Себе́р (фр. Hippolyte Sebert; 30 января 1839 — 23 января 1930) — французский морской офицер и ботаник-любитель.

## Биография
Ипполит Себер родился в городе Вербери 30 января 1839 года. Начальное образование получал в Дуэ, затем поступил в Высшую политехническую школу в Париже. В 1860 году записался во французский военный флот офицером-артиллеристом и был направлен в Тулон.
В 1866 году Себер был отправлен в Новую Каледонию, где работал главой морской артиллерии. Там он стал изучать перспективы использования древесины тропических деревьев. Также Себер был первооткрывателем нескольких новых видов растений. В 1870 году вернулся во Францию.
Во время обороны Парижа во Франко-Прусской войне Себер был адъютантом генерала Шарля Виктора Фребо. В 1890 году Себер был повышен до бригадного генерала. В 1891 году он стал командором Ордена почётного легиона.
В 1900 году Себер стал президентом Французской ассоциации продвижения науки. С 1901 по 1929 он возглавлял Французское общество фотографии.
В 1905 году Ипполит Себер и Эмиль Жаваль основали в Париже организацию по распространению искусственного языка эсперанто. Себер призывал учёных всего мира использовать этот язык в качестве международного. Он присутствовал на многих Всемирных конгрессах эсперантистов.
23 января 1930 года в Париже Ипполит Себер скончался в возрасте 90 лет.

## Некоторые научные публикации
- Sebert, H.; Pancher, J.A.I. Notice sur les bois de la Nouvelle Calédonie. — Paris, 1874. — 276 p.

## Роды, названные в честь И. Себера
- Sebertia Pierre ex Engl., 1897 [= Pycnandra Benth., 1876]